# Burg Marugame

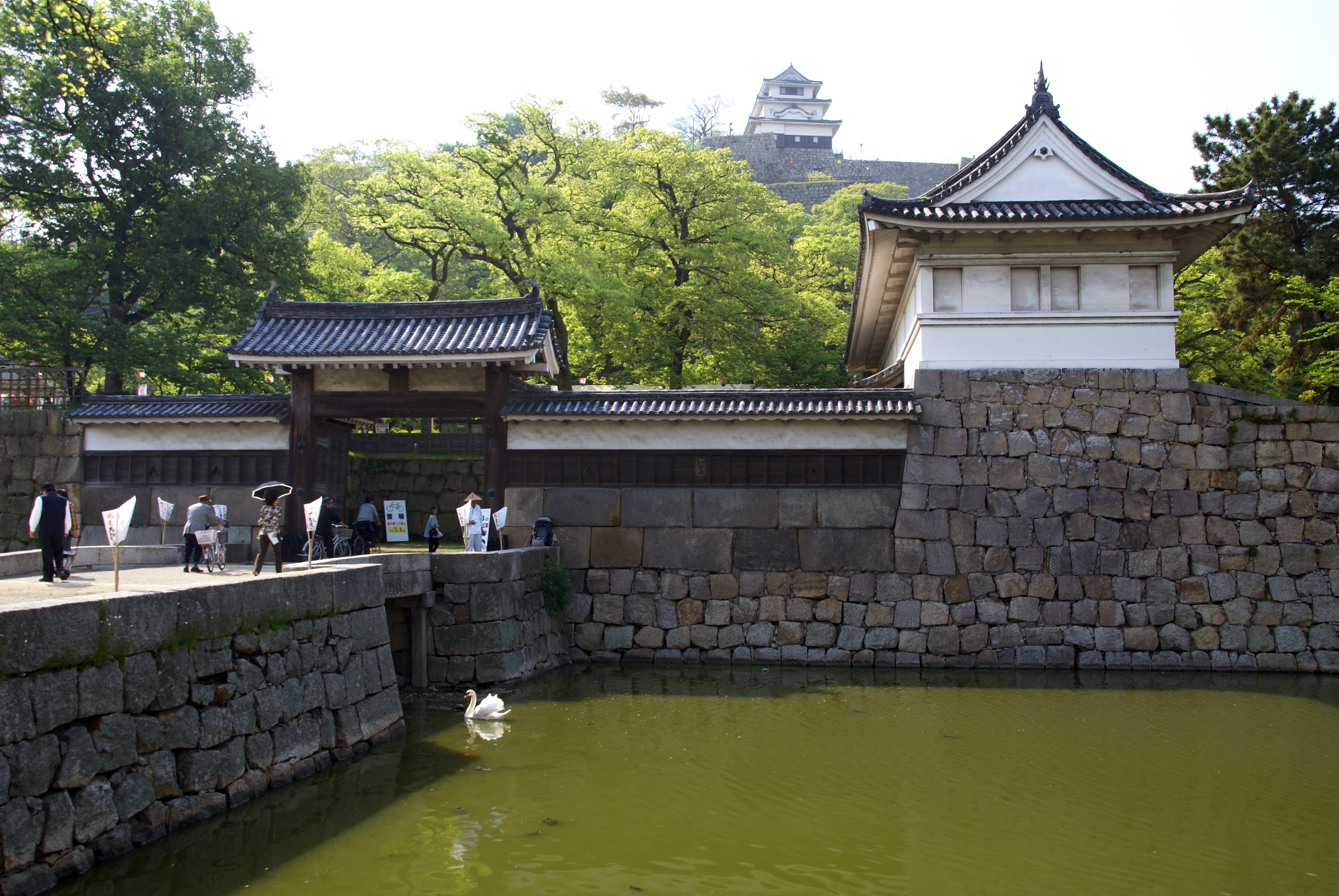
Blick auf das Ōtemon (Haupttor)

Die Burg Marugame (japanisch 丸亀城 Marugame-jō) ist eine japanische Burg in Marugame in der Präfektur Kagawa in Japan.

## Geschichte
Ikoma Chikamasa, der die Burg von Takamatsu errichtet hatte, legte 1597 eine weitere auf einem 66 m hohen Hügel (wegen seiner Schildkrötenform Kameyama genannt) an, die 1602 fertiggestellt wurde. Diese wurde jedoch bereits 1615, dem „Eine Provinz – eine Burg“-Befehl des Shogunats folgend, aufgegeben. Ab 1641 erneuerte sie Yamazaki Ieharu jedoch wieder. Nach den Yamazaki regierte hier die Familie Kyōgoku (60.000 koku an Einkommen, Tozama Daimyō), die zur vom Uda Tennō begründeten Uda-Genji-Linie gehört. Sie regierte über sieben Generationen bis zur Meiji-Restauration dieses Lehen und führte nebenstehendes Familienwappen.

## Burganlage

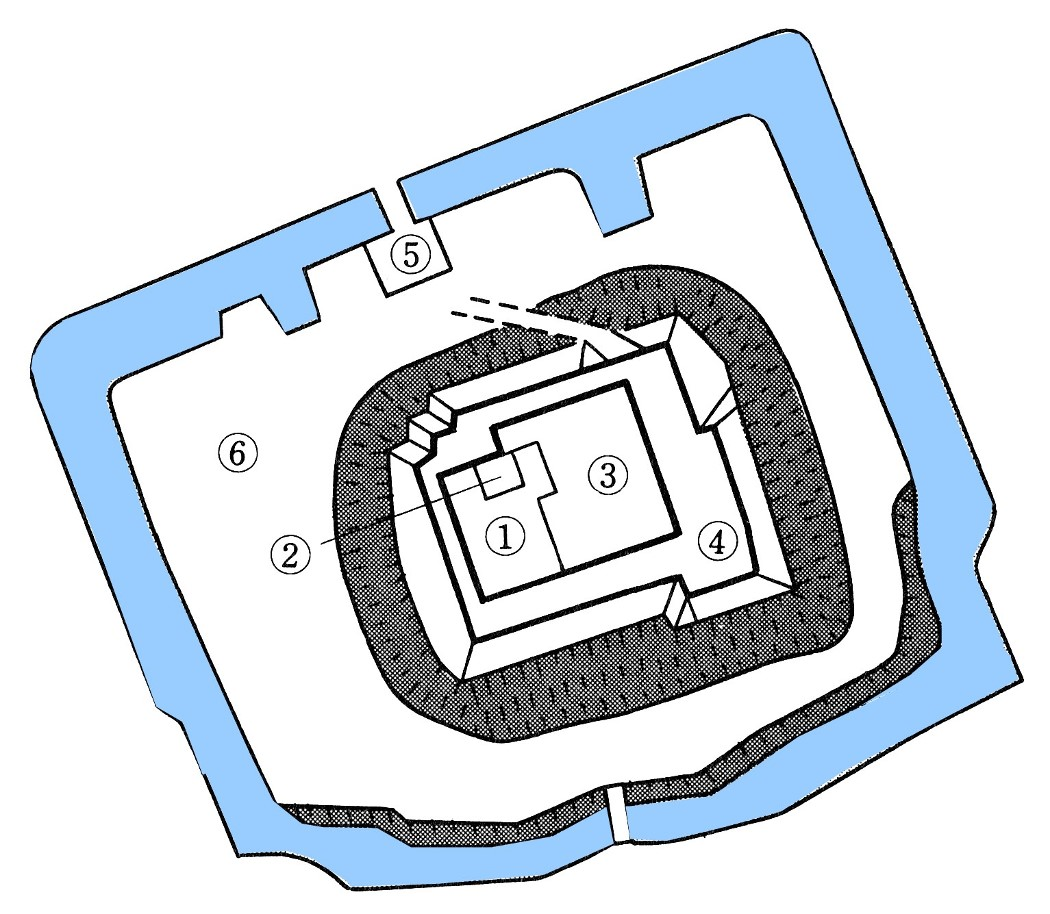
Burg Marugame (s. Text)

Die Burg ist geschützt durch drei gestaffelte Mauerringe, es ist die höchste Anlage dieser Art im Lande. Man betritt die Burg  im Norden durch das Haupttor (大手門, Ōtemon; 5 in der Zeichnung). Rechts und links vom Haupttor dienten Ausbuchtungen des Grabens als Landungsplätze für Boote. Auf dieser unteren Ebene befand sich die Residenz (表御殿, Omote-goten; 6) der Burgherren. Im Verteidigungsfall konnte man sich auf den Burgberg zurückziehen. Zu ihm führt ein steiler Aufstieg über den „Blickzurück-Hangweg“ (見返坂, Migaeshi-saka; 9), bis man den dritten Burgbereich (三の丸, San-no-maru; 4) erreicht, der um den ganzen Berg herum verläuft. Weiter geht es zum zweiten Burgbereich (二の丸, Ni-no-maru; 3) und schließlich zum inneren, höchsten Burgbereich (本丸, Honmaru; 3). Dort befindet sich der eigentliche Burgturm (天守, Tenshu) aus dem Jahr 1660 – einer der zwölf erhaltenen aus der Edo-Zeit –, der ursprünglich von weiteren Türmen flankiert wurde.
Der Burgturm sowie das Haupttor wurden zum wichtigen nationalen Kulturgut erklärt.

## Bilder

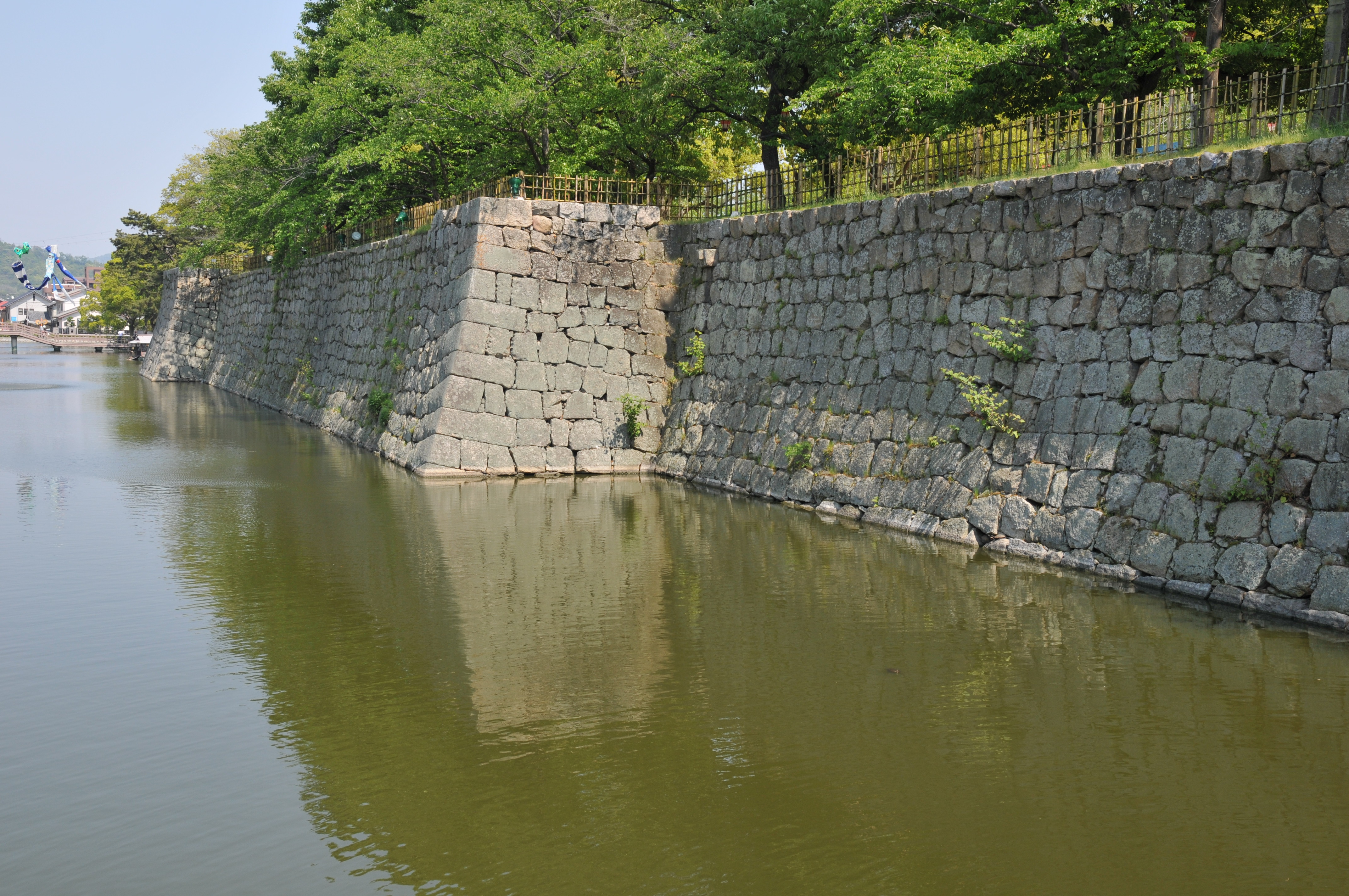
Am Burggraben
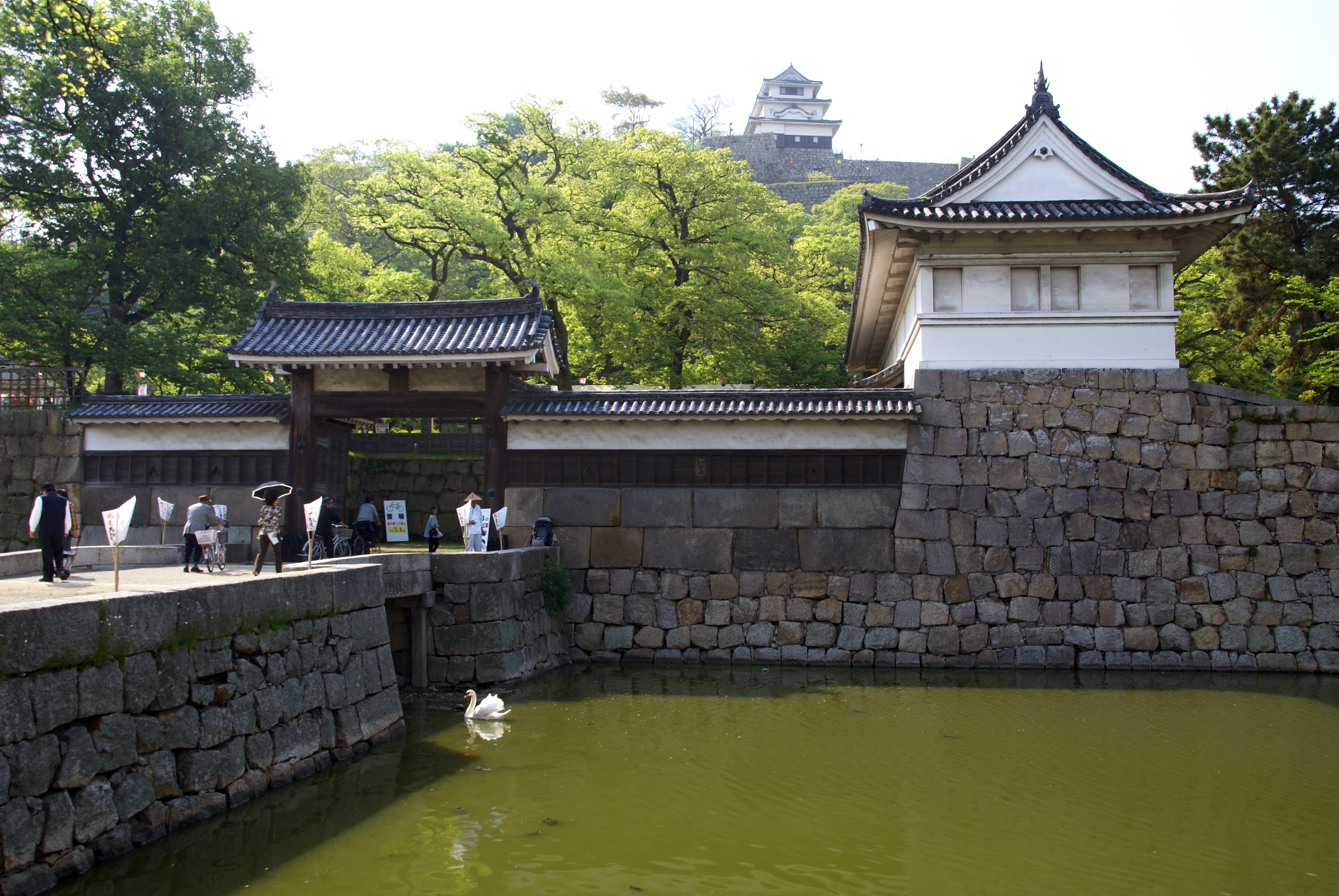
Blick auf das Ōtemon (Haupttor)
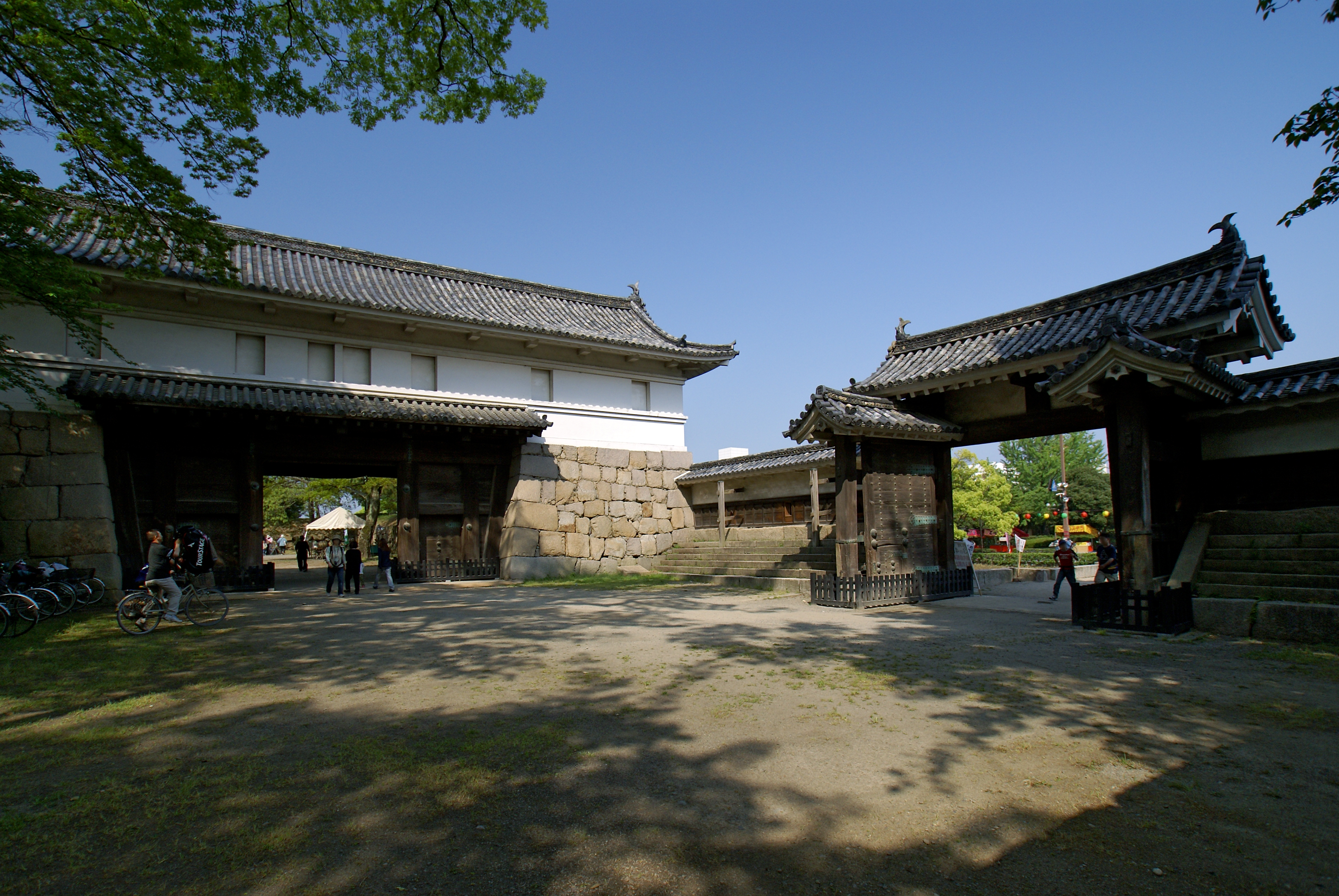
Haupttor, innen
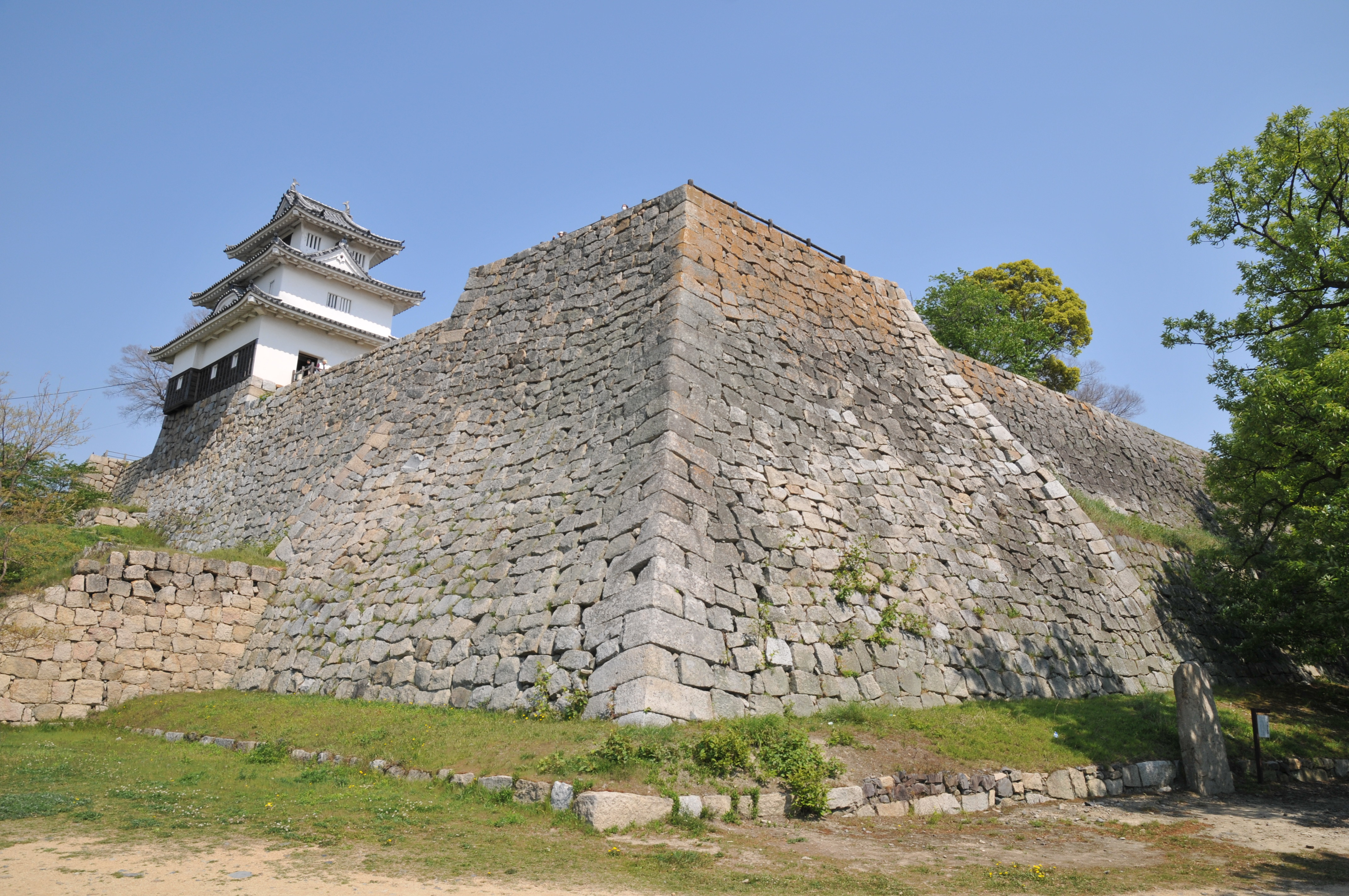
Blick auf den Burgturm
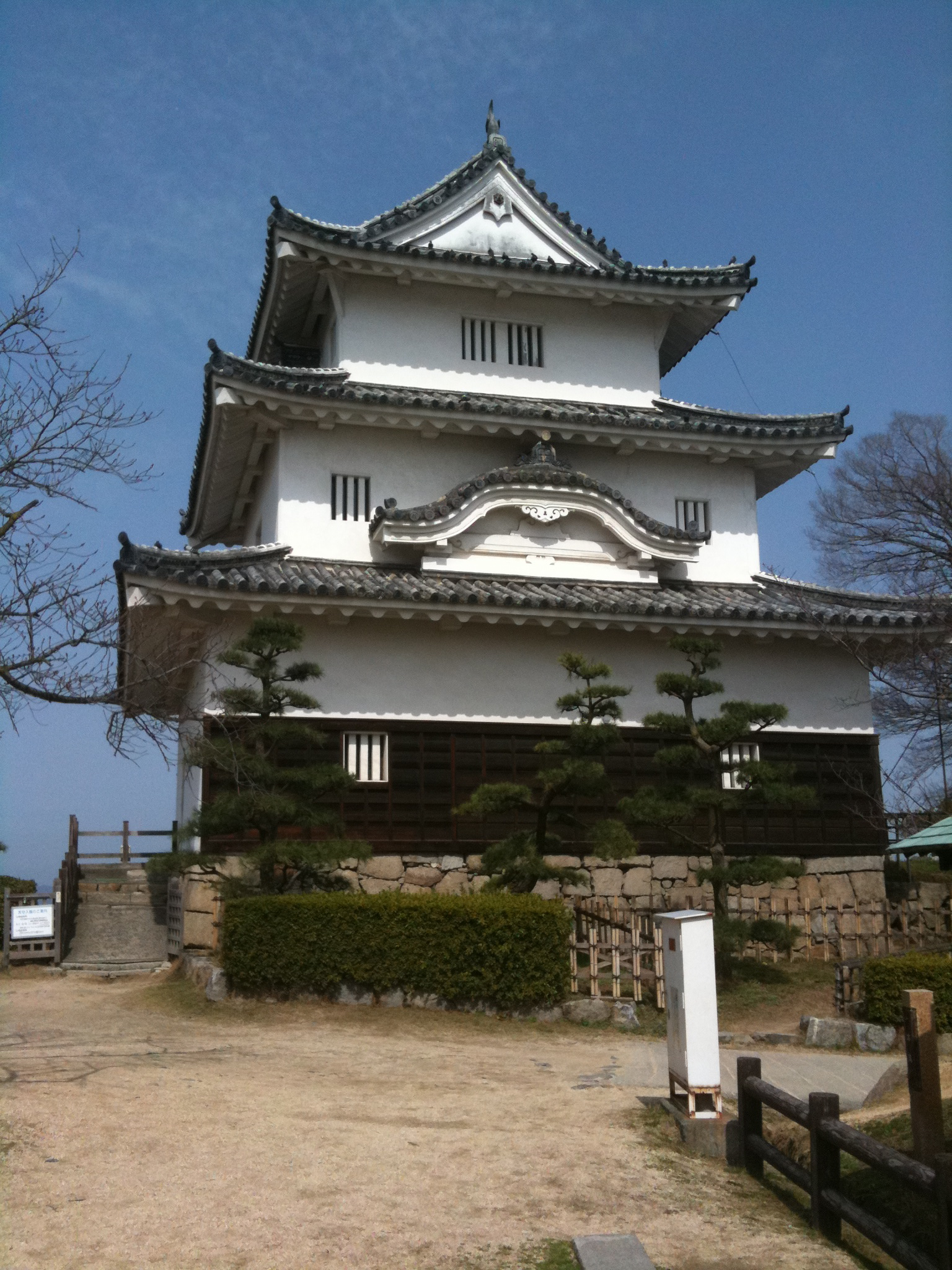
Burgturm